# Cetoniini
I Cetoniini Leach, 1815 sono una tribù di Coleotteri scarabeidi.

## Morfologia

### Adulto
I Cetoniini sono caratterizzati da assenza di corna cefaliche e dal pronoto che lascia interamente scoperto lo scutello. La prima caratteristica li differenzia dai Goliathini, mentre la seconda li differenzia dai Gymnetini, caratterizzati da un pronoto posteriormente lobato, che il si sovrappone allo scutello.

Le dimensioni dei Cetoniini sono generalmente simili a quelle dei Gymnetini e inferiori a quelle dei Goliathini. Molte specie sono dotate di colori metallici o laccati a tinte contrastanti (colori aposematici). Entrambi mostrano una grande variabilità di tonalità ed estensione, fatto che ha causato in passato il proliferare di descrizioni di differenti varietà della medesima specie.

### Larva
Le larve sono dei vermi bianchi della classica forma a "C" (melolontoidi) e presentano la testa e le tre paia di zampe atrofizzate.

## Biologia
Molti Cetoniini sono floricoli, e possono essere rinvenuti al sole sui fiori di grandi ombrellifere, cardi, e altri.

Altre specie, specialmente quelle di maggiori dimensioni, frequentano solo i tronchi degli alberi di latifoglie, talvolta in compagnia di specie floricole ed in notevole numero.
Entrambe trovano nutrimento dalla linfa che esce dalle ferite e mostrano un comportamento analogo a quello dei Goliathini o di altri grandi scarabeidi (Dynastinae, Euchirini).
Le larve sono detritivore, si nutrono di materiale organico in decomposizione e intervengono nella rigenerazione della materia organica dei terreni. 

## Sistematica
La tribù viene suddivisa nelle seguenti sottotribù:
- Cetoniina Leach, 1815
  - Aethiessa Burmeister, 1842
  - Anelaphinis Kolbe, 1912
  - Cetonia Fabricius, 1775
  - Chlorixanthe Bates, 1889
  - Dischista Burmeister, 1842
  - Elaphinis Burmeister, 1842
  - Gametis Burmeister, 1842
  - Glyciphana Burmeister, 1842
  - Heterocnemis Albers, 1852
  - Pachnoda Burmeister, 1842
  - Paleopragma J.Thomson, 1880
  - Polybaphes Kirby, 1827
  - Protaetia Burmeister, 1842
  - Pseudourbania Mikšič, 1963
  - Rhabdotis Burmeister, 1842
  - Stalagmosoma Burmeister, 1842
  - Tephraea Burmeister, 1842
  - Tropinota Mulsant, 1842
  - Urbania Mikšič, 1963
  - Xeloma Kraatz, 1881
- Euphorina Horn,1880
  - Euphoria Burmeister, 1842
- Leucocelina Kraatz, 1882
  - Homothyrea Kolbe, 1895
  - Leucocelis Burmeister, 1842
  - Oxythyrea Mulsant, 1842
  - Paleira Reiche, 1871
  - Trichothyrea Kolbe, 1895

In Italia sono presenti le seguenti specie:
- Oxythyrea Mulsant, 1842
  - Oxythyrea funesta (Poda, 1761)
- Tropinota Mulsant, 1842
  - Tropinota hirta (Poda, 1761)
  - Tropinota paulae Leo, 2010[5]
  - Tropinota squalida (Scopoli, 1783)
- Aethiessa Burmeister, 1842
  - Aethiessa floralis (Fabricius, 1787)
- Cetonia Fabricius, 1775
  - Cetonia aurata aurata (Linnaeus, 1761)
  - Cetonia aurata pisana Heer, 1841
  - Cetonia aurata sicula Aliquò, 1983
  - Cetonia carthami Gory & Percheron, 1833
- Protaetia Burmeister, 1842
  - sg. Liocola Thomson, 1859
    - Protaetia marmorata (Fabricius, 1792)

  - sg. Cetonischema Reitter, 1898
    - Protaetia speciosissima (Scopoli, 1786)

  - sg. Eupotosia Miksic, 1954
    - Protaetia affinis affinis (Andersch, 1797)
    - Protaetia affinis tyrrenica Miksic, 1957
    - Protaetia mirifica (Mulsant, 1842)

  - sg. Netocia Costa, 1852
    - Protaetia angustata (Germar, 1817)
    - Protaetia cuprea cuprea (Fabricius, 1775)
    - Protaetia cuprea metallica (Herbst, 1782)
    - Protaetia cuprea obscura (Andersch, 1797)
    - Protaetia fieberi (Kraatz, 1880)
    - Protaetia opaca (Fabricius, 1787)
    - Protaetia morio (Fabricius, 1781)
    - Protaetia oblonga (Gory & Percheron, 1833)
    - Protaetia sardea (Gory & Percheron, 1833)
    - Protaetia squamosa (Lefebvre, 1827)

### Galleria d'immagini di specie italiane

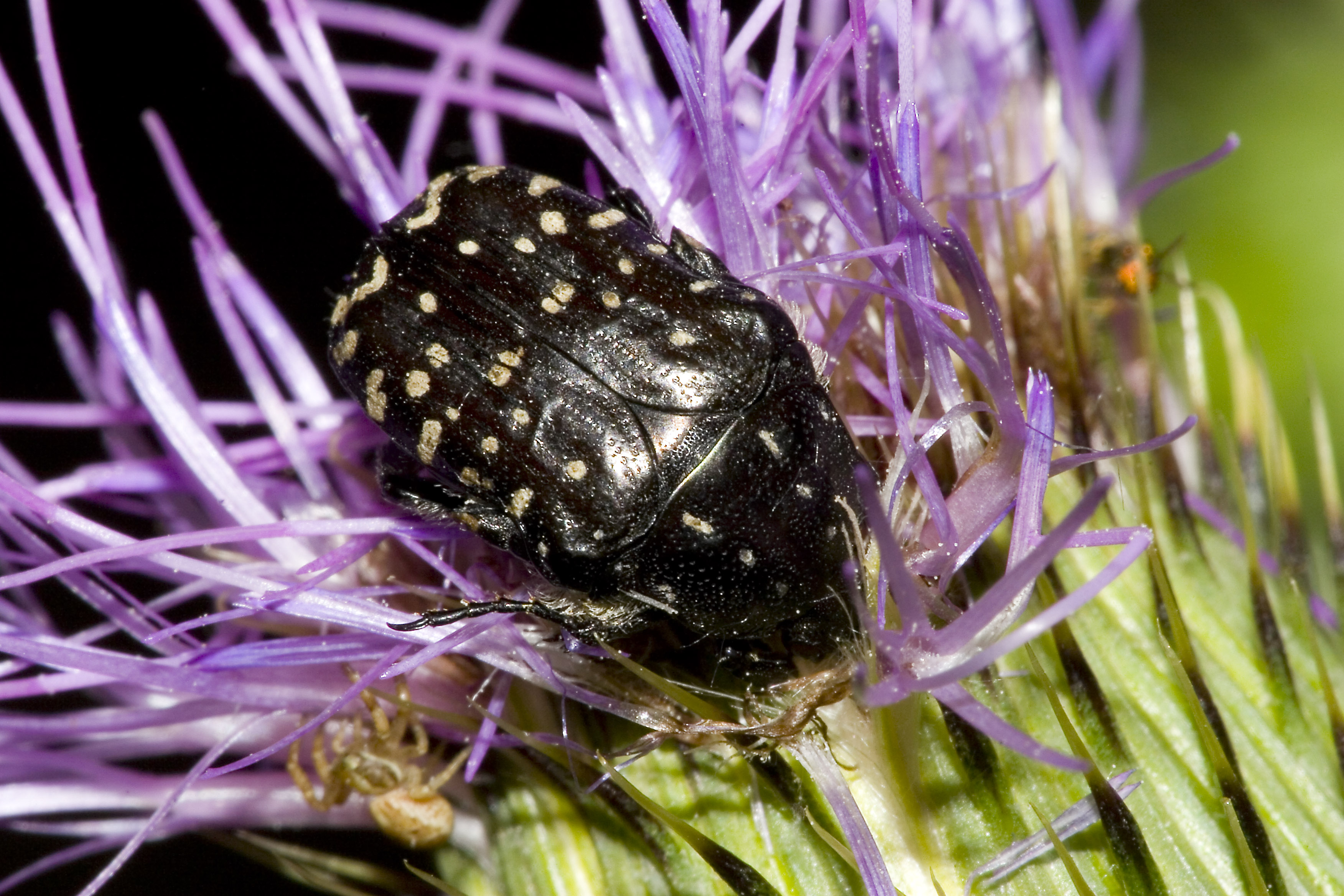
Oxythyrea funesta (Poda, 1761)
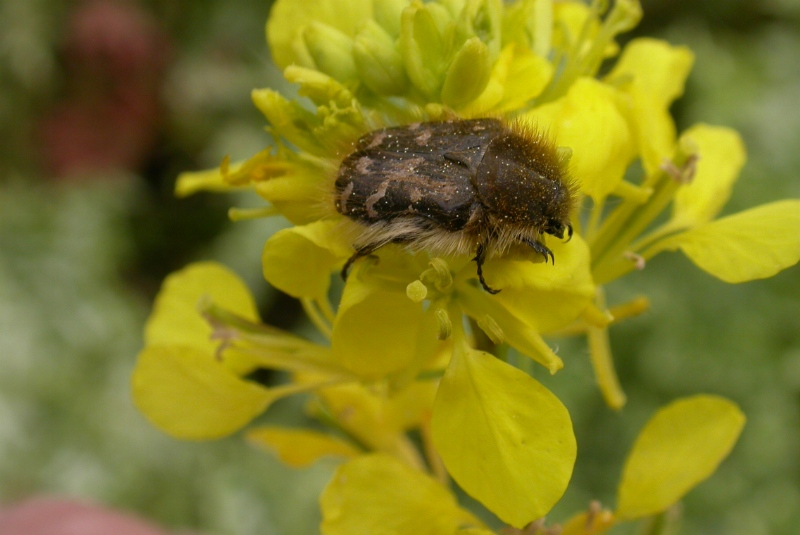
Tropinota hirta (Poda, 1761)
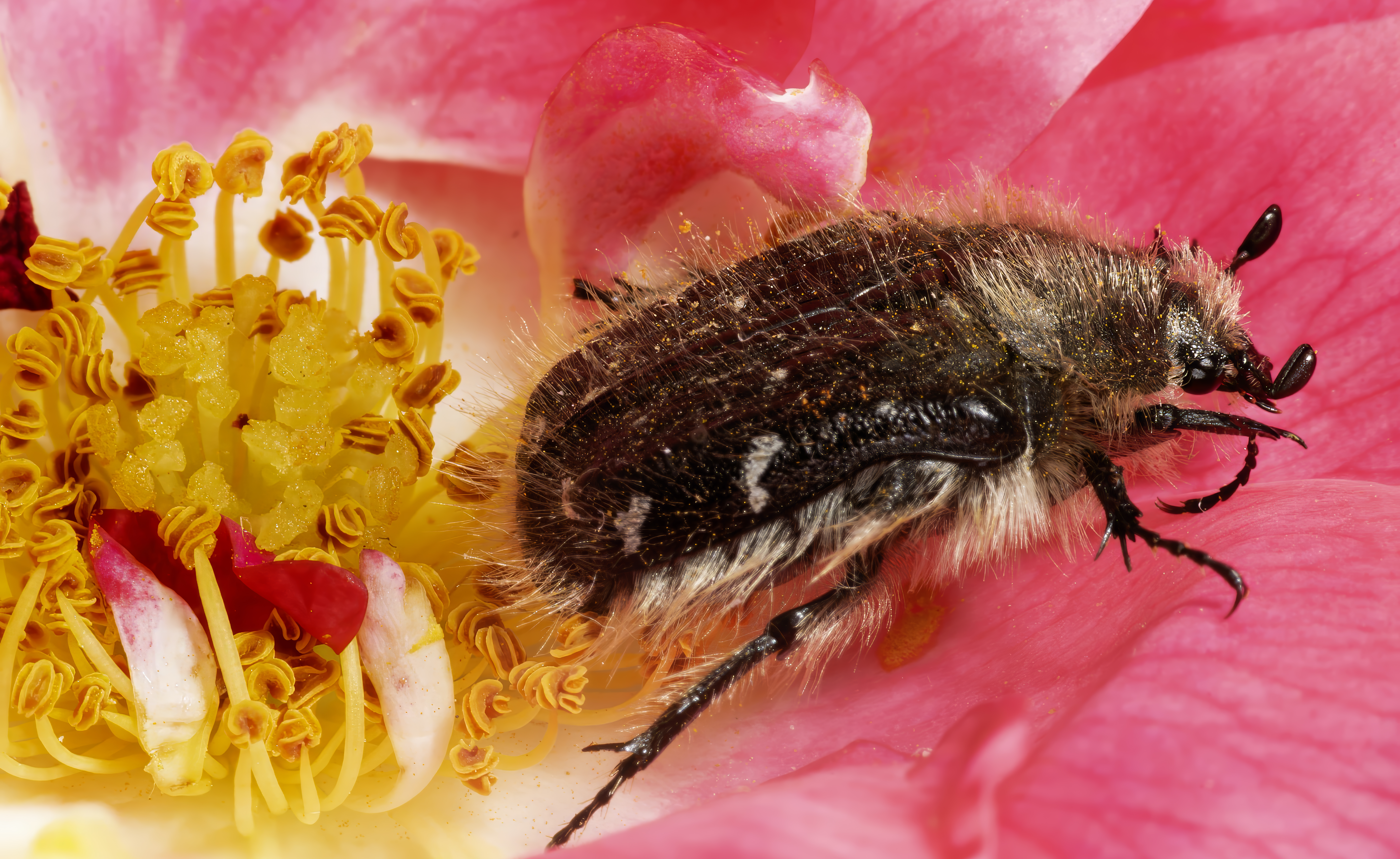
Tropinota squalida (Scopoli, 1763)
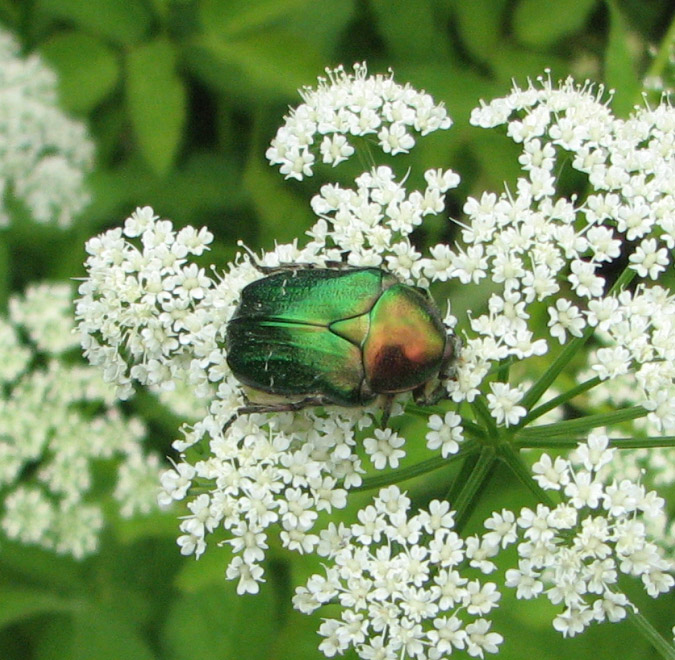
Cetonia aurata pisana Heer, 1841
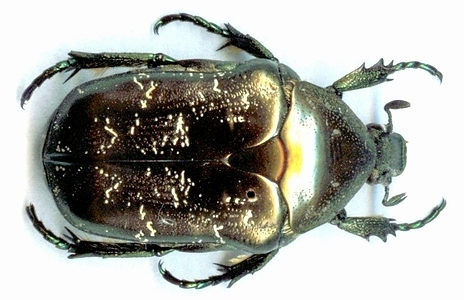
Protaetia lugubris (Herbst, 1786)
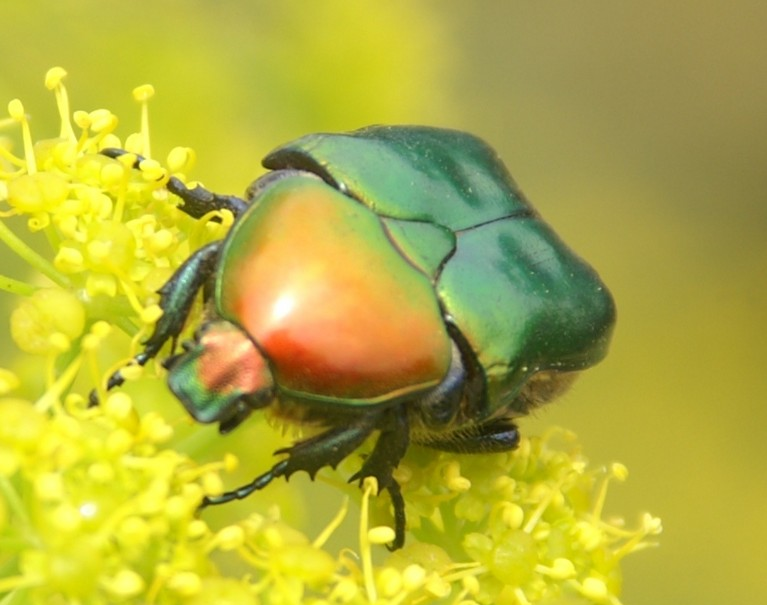
Protaetia cuprea cuprea (Fabricius, 1775)
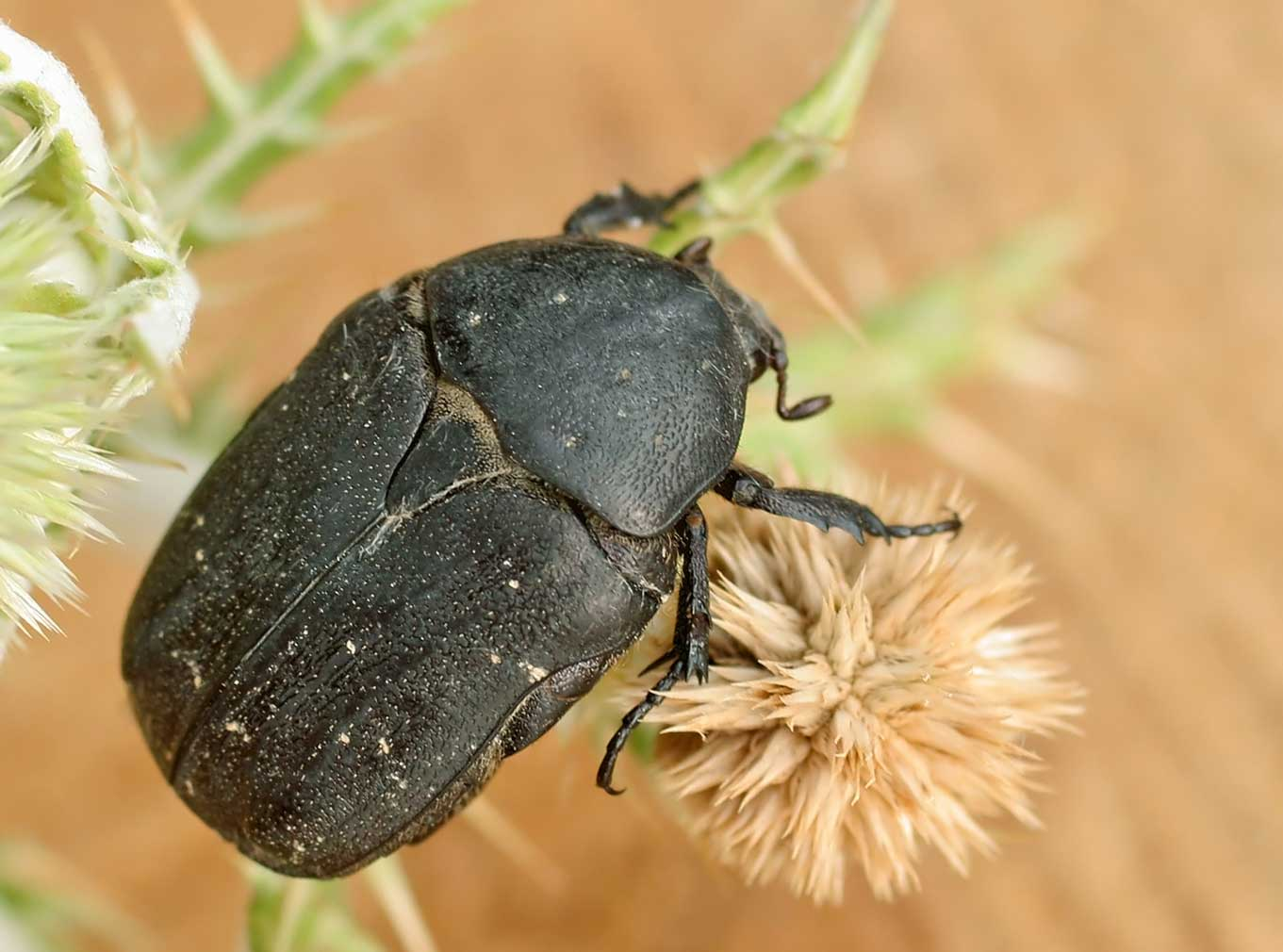
Protaetia morio (Fabricius, 1781)
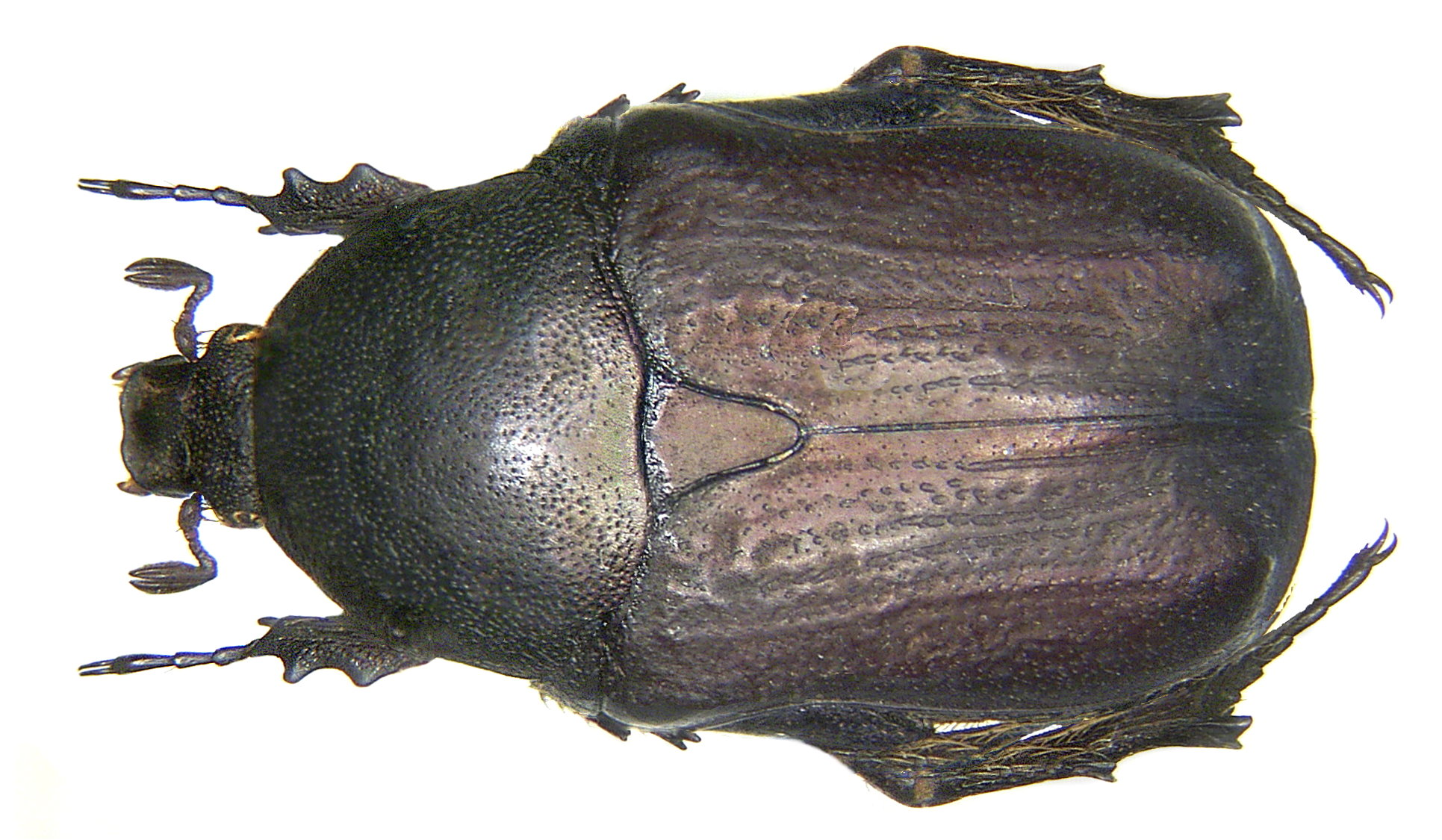
Protaetia oblonga Gory & Percheron, 1833
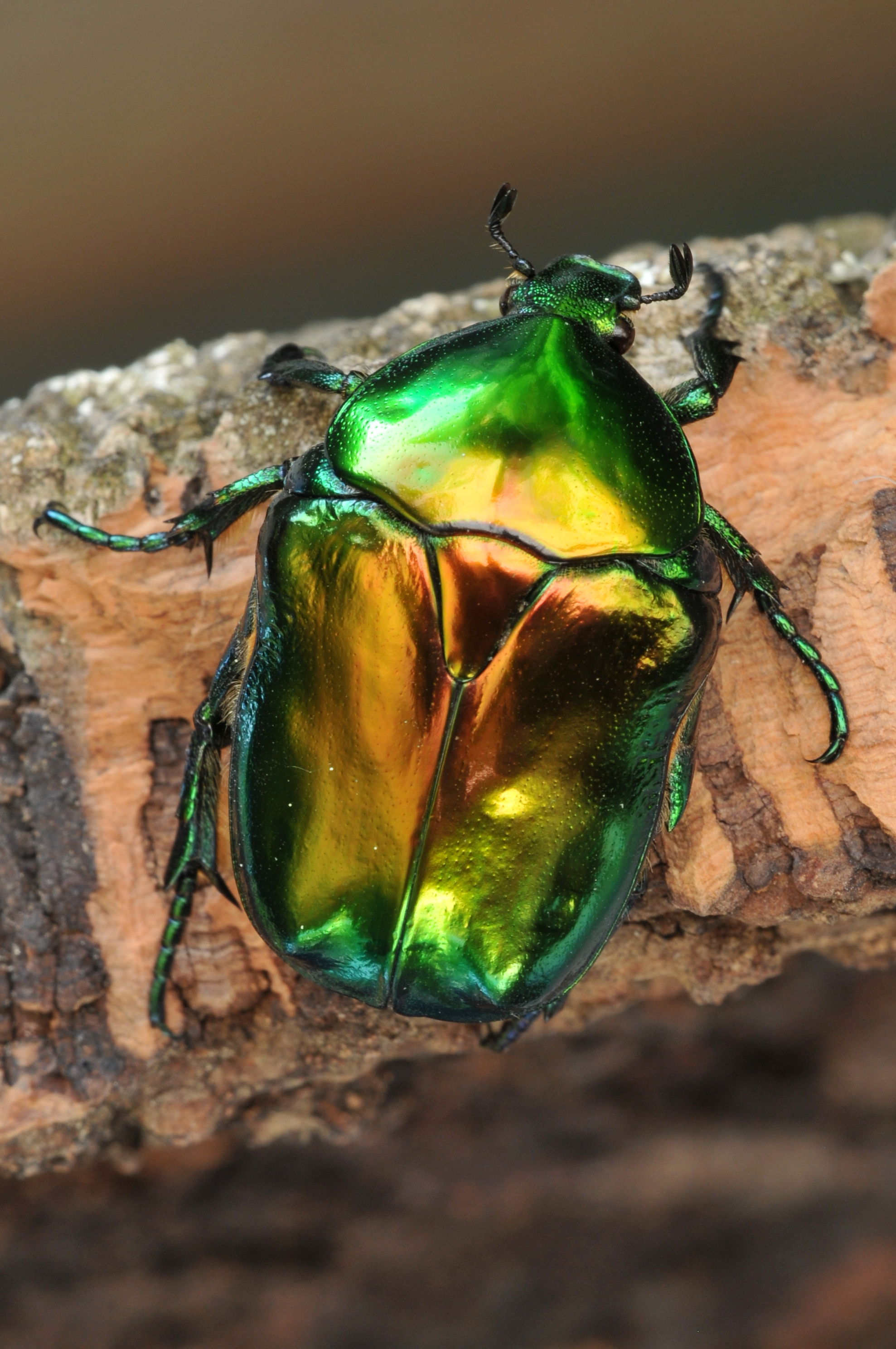
Protaetia speciosissima Drury, 1770
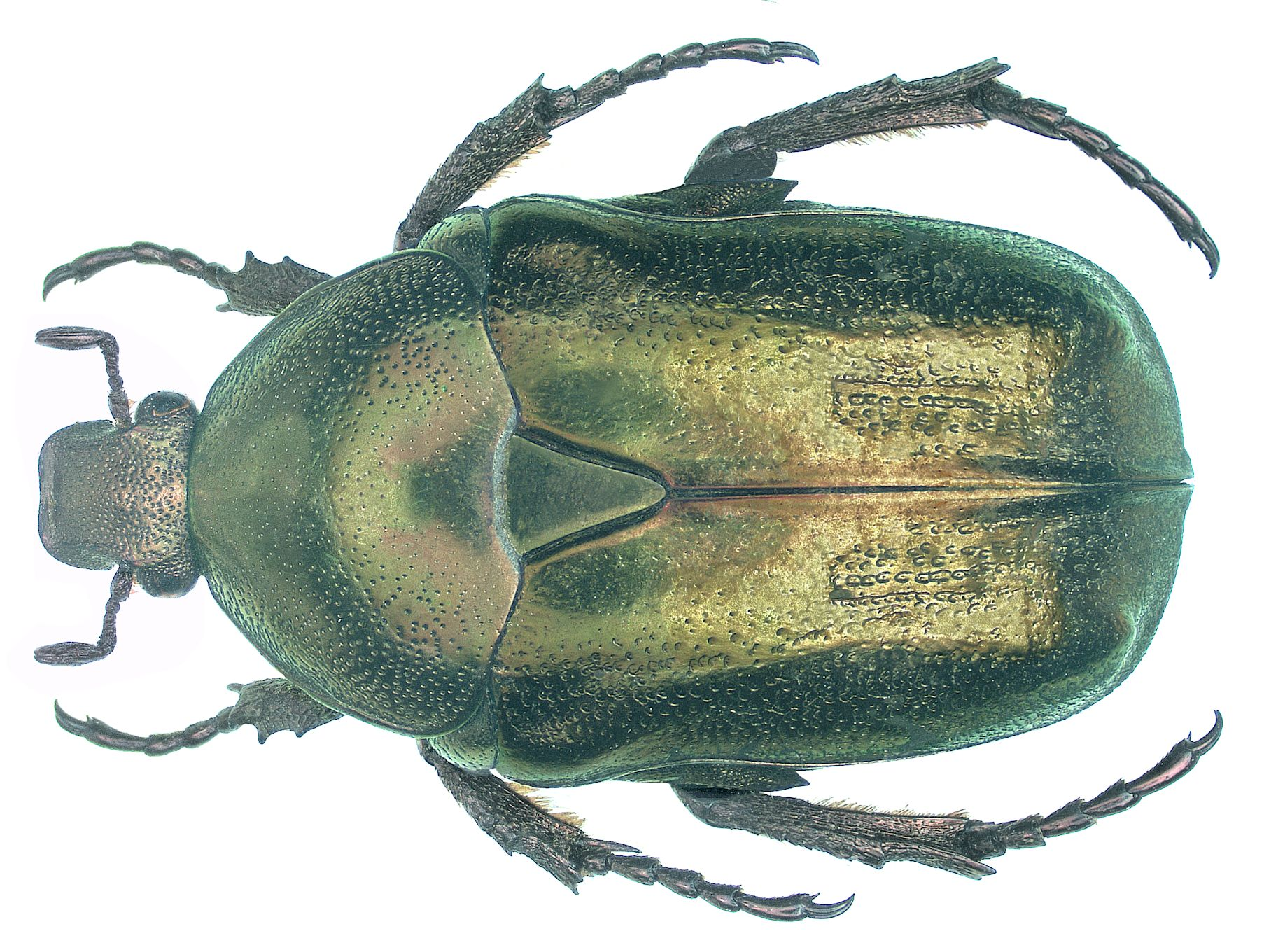
Protaetia fieberi Kraatz, 1880

### Galleria d'immagini di specie esotiche

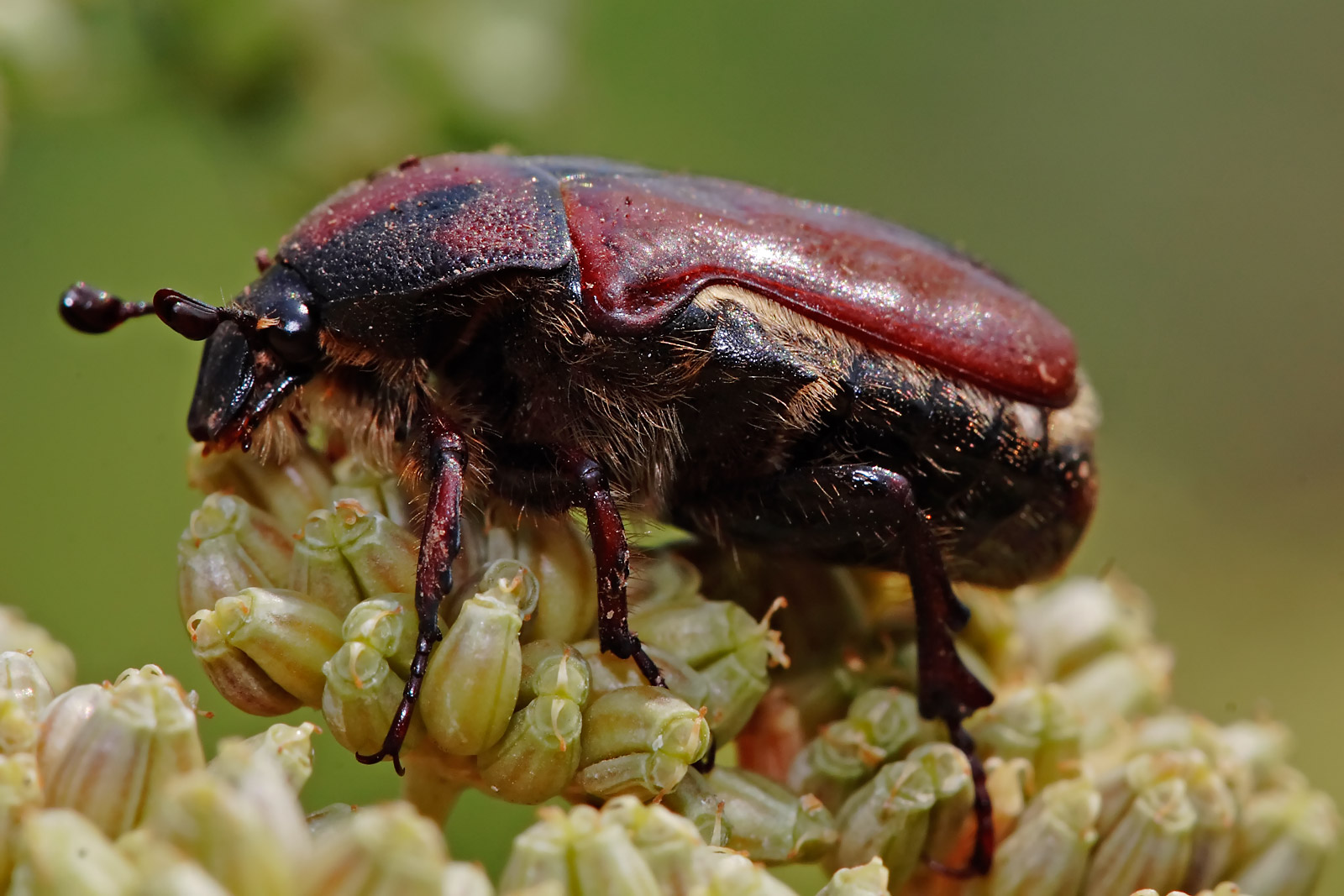
Chondropyga dorsalis
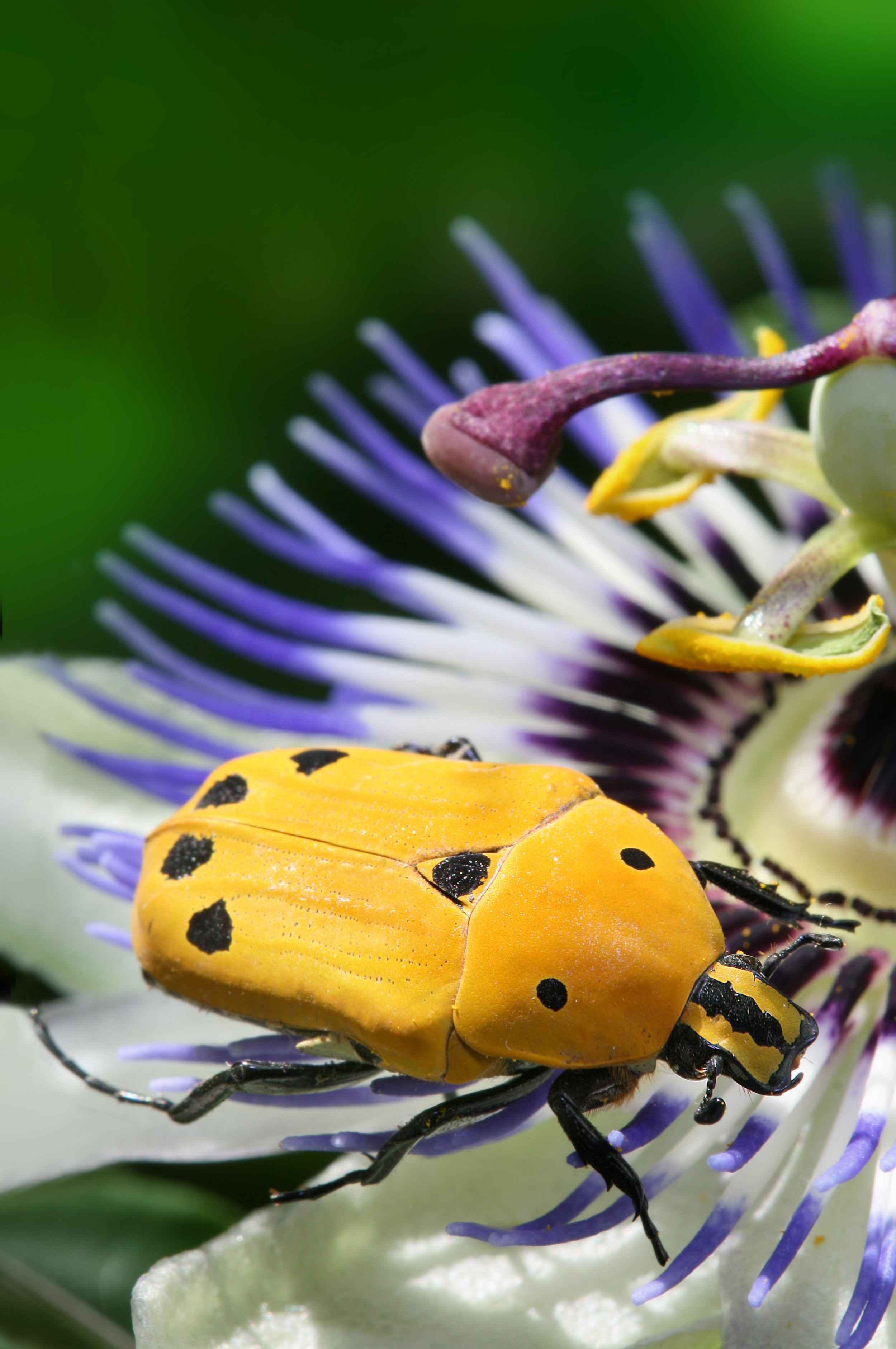
Euchroea auripimenta
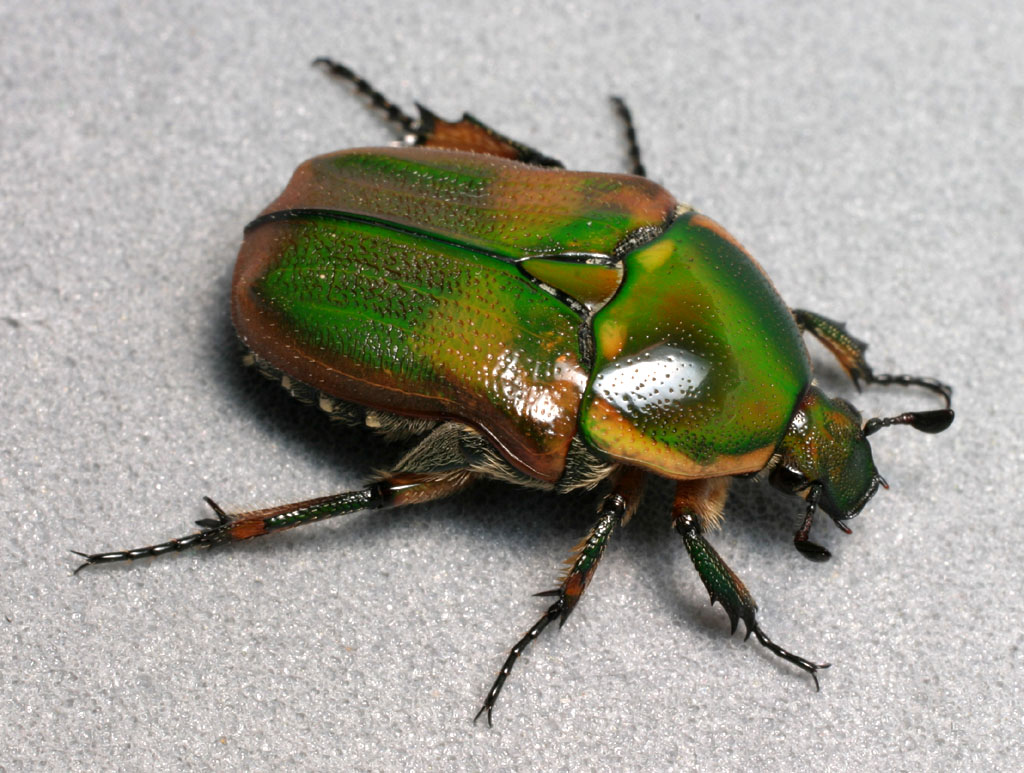
Euphoria fulgida (Fabricius, 1775)
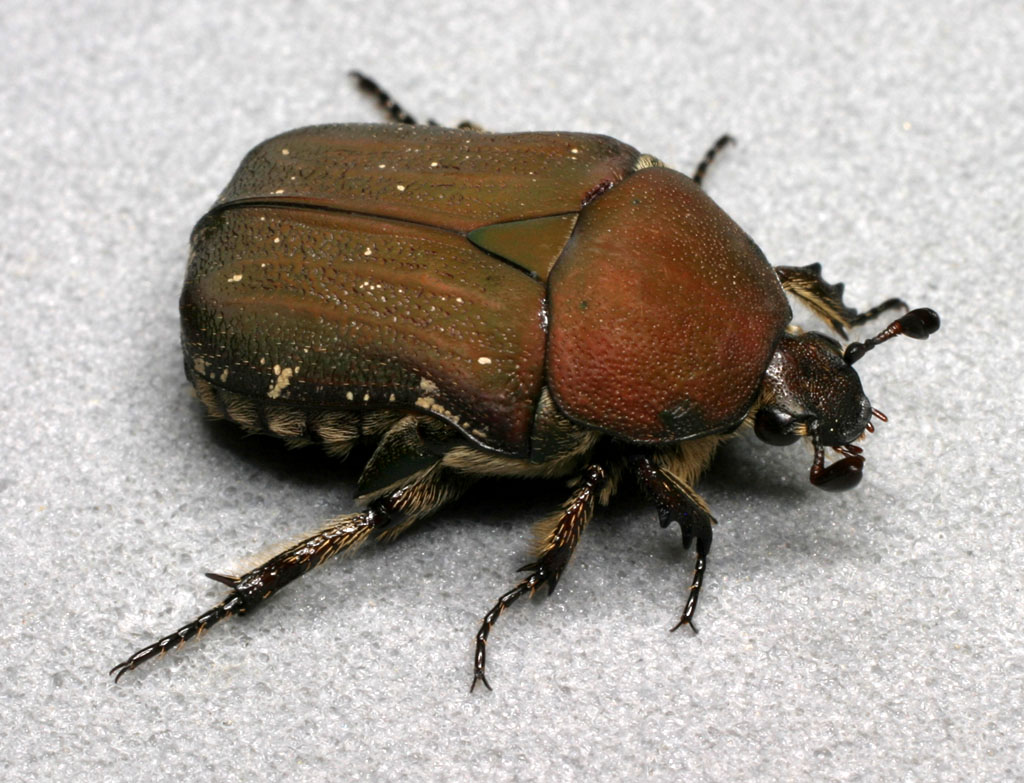
Euphoria herbacea (Olivier, 1790)
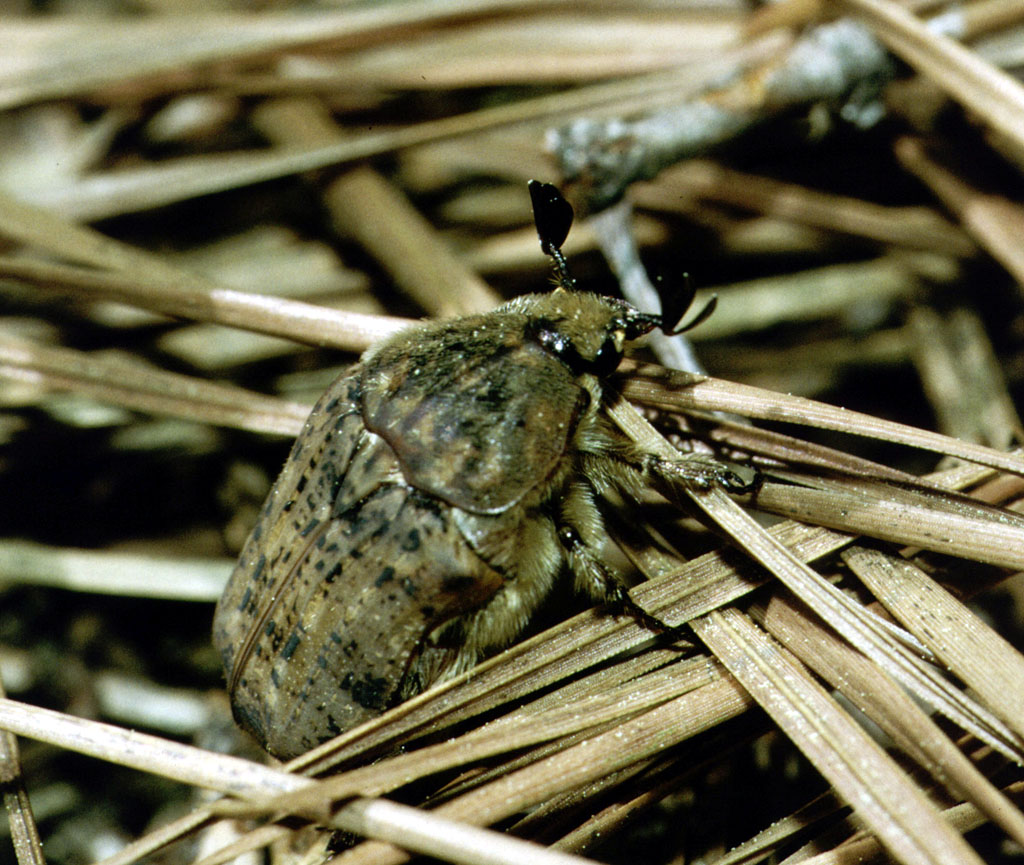
Euphoria inda (Linnaeus, 1764)
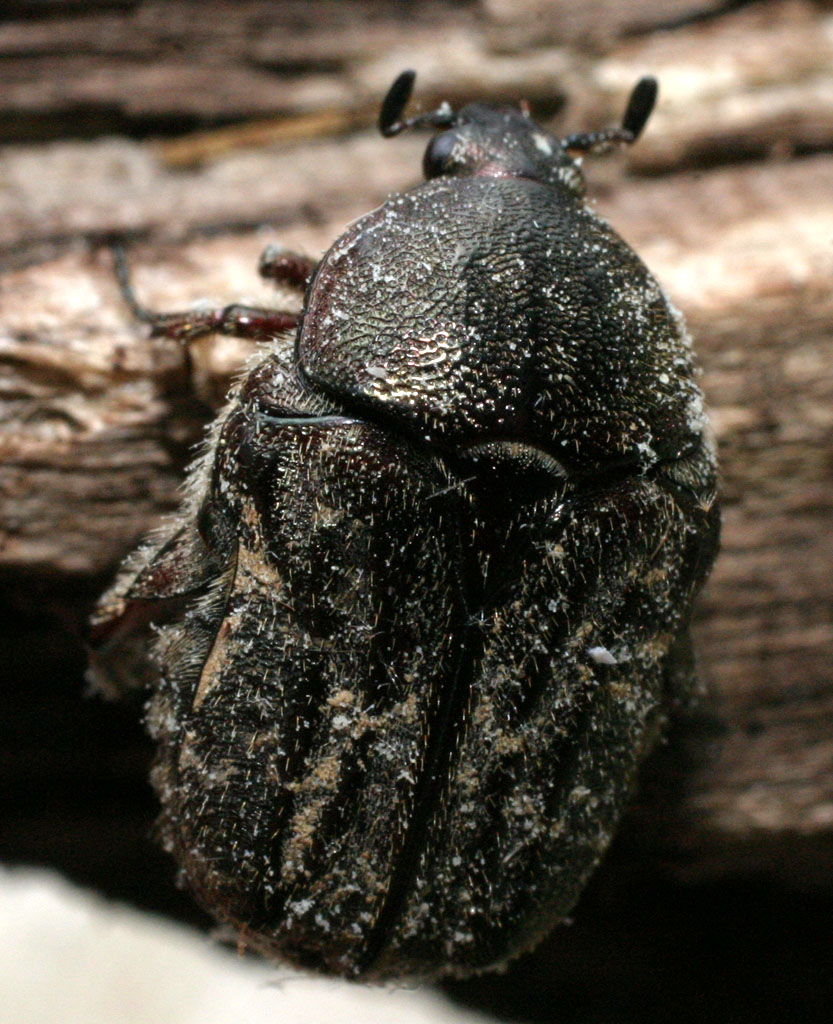
Euphoria sepulcralis (Fabricius, 1801)
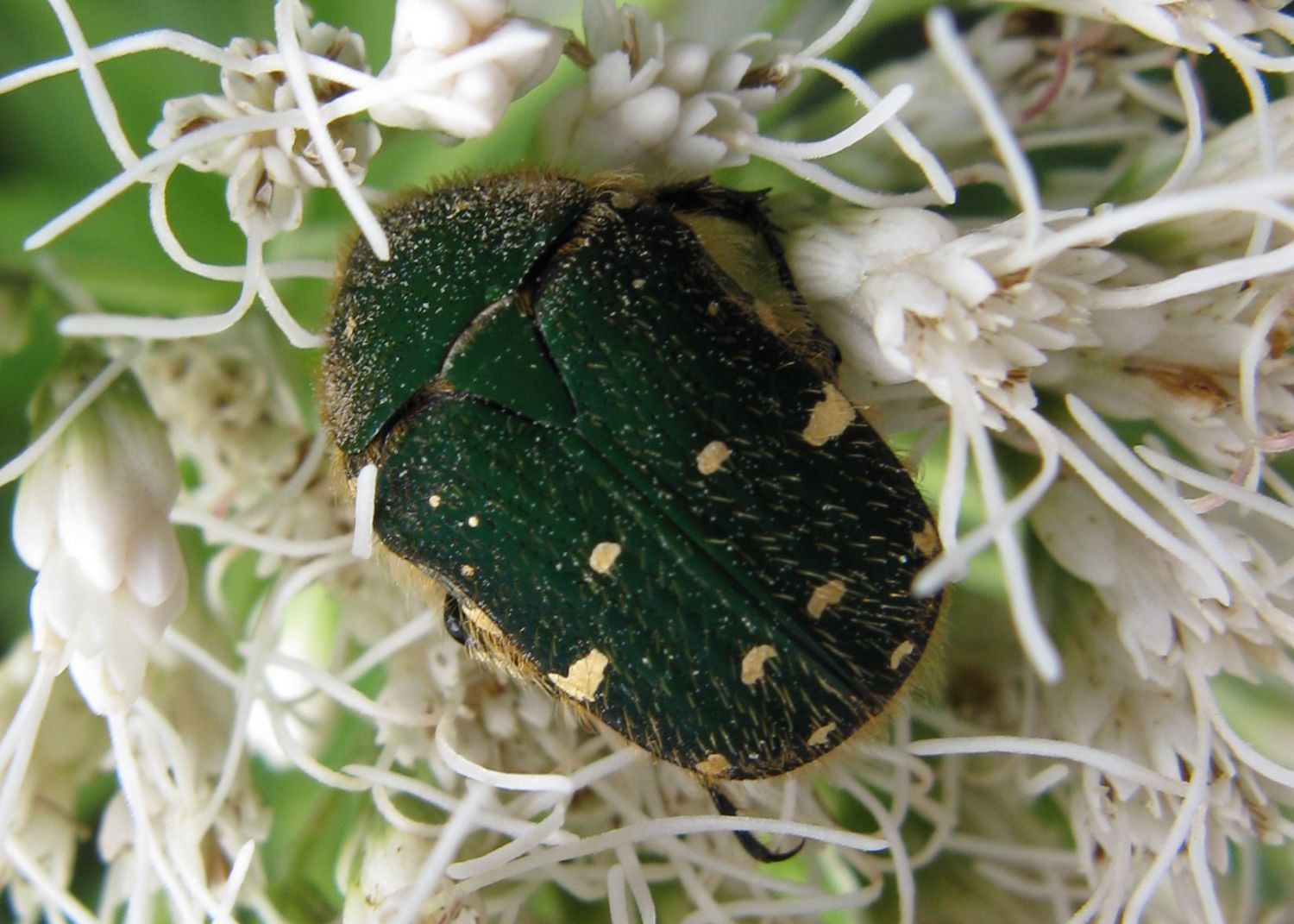
Oxycetonia jucunda
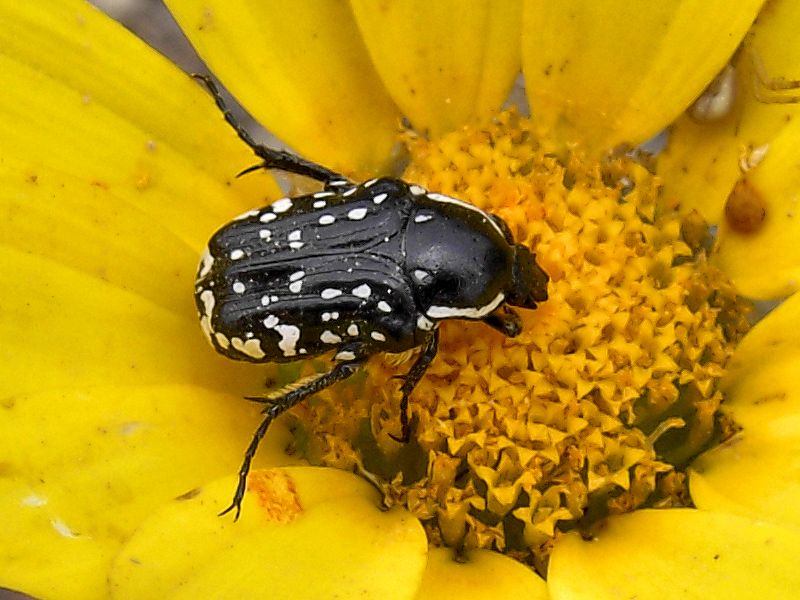
Oxythyrea cinctella (Schaum, 1841)
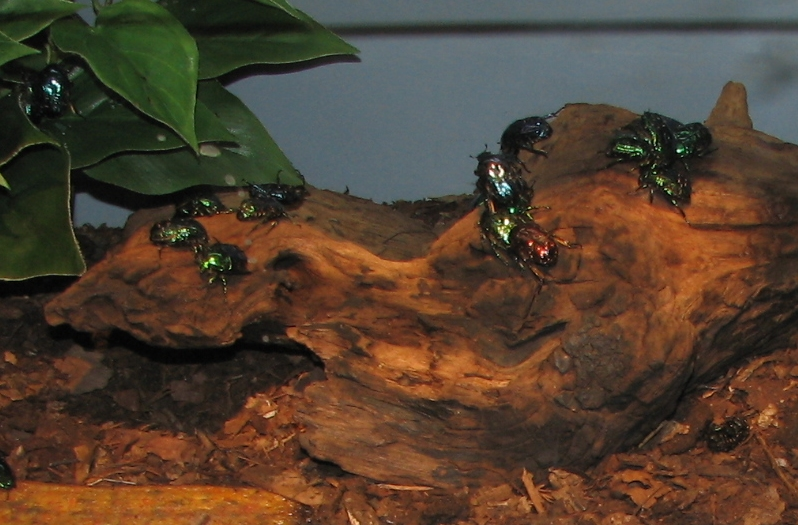
Protaetia lewisi
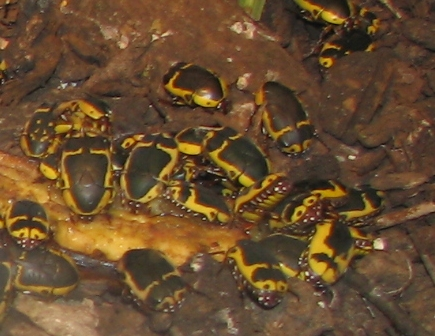
Pachnoda flaviventris
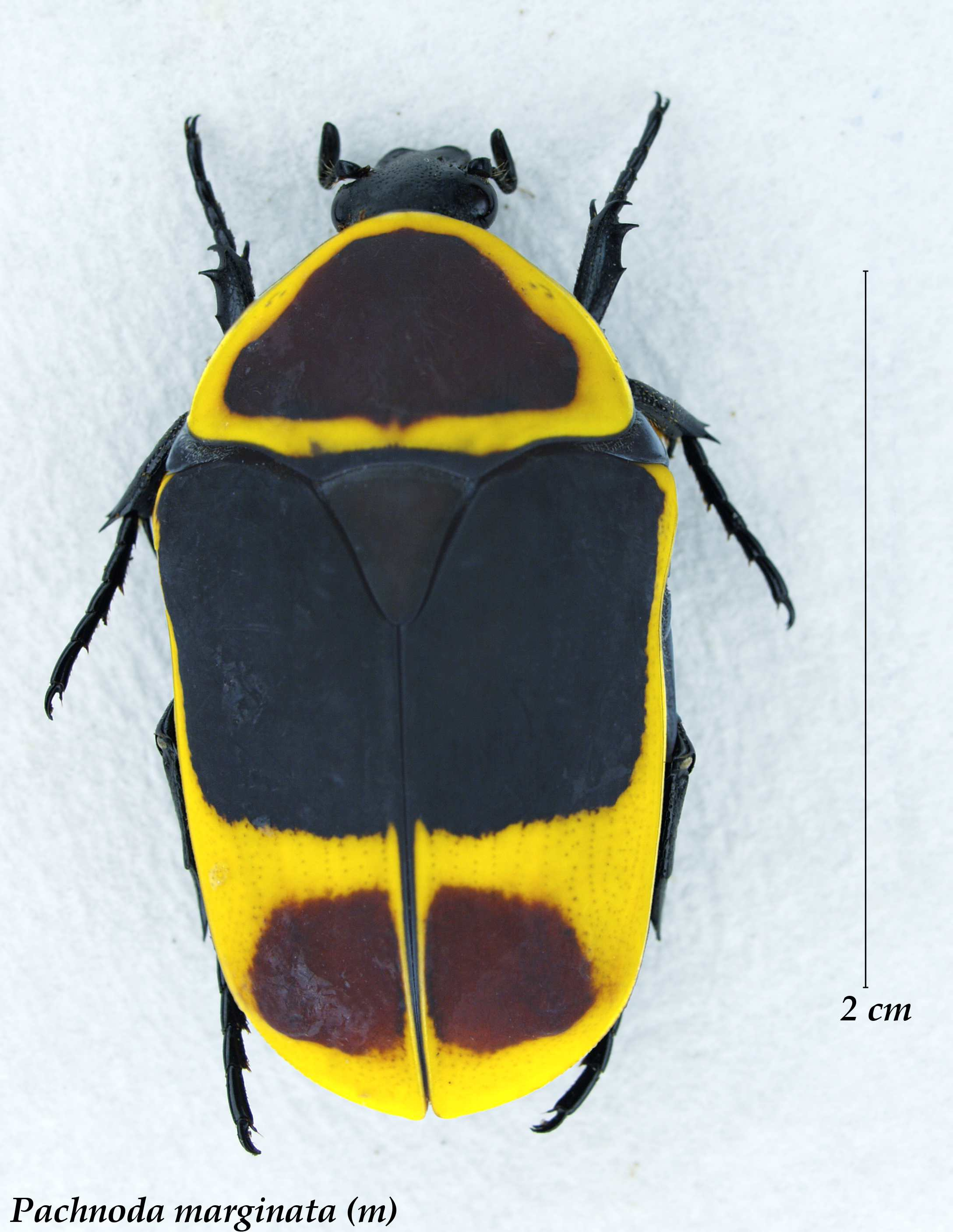
Pachnoda marginata (Drury, 1773)
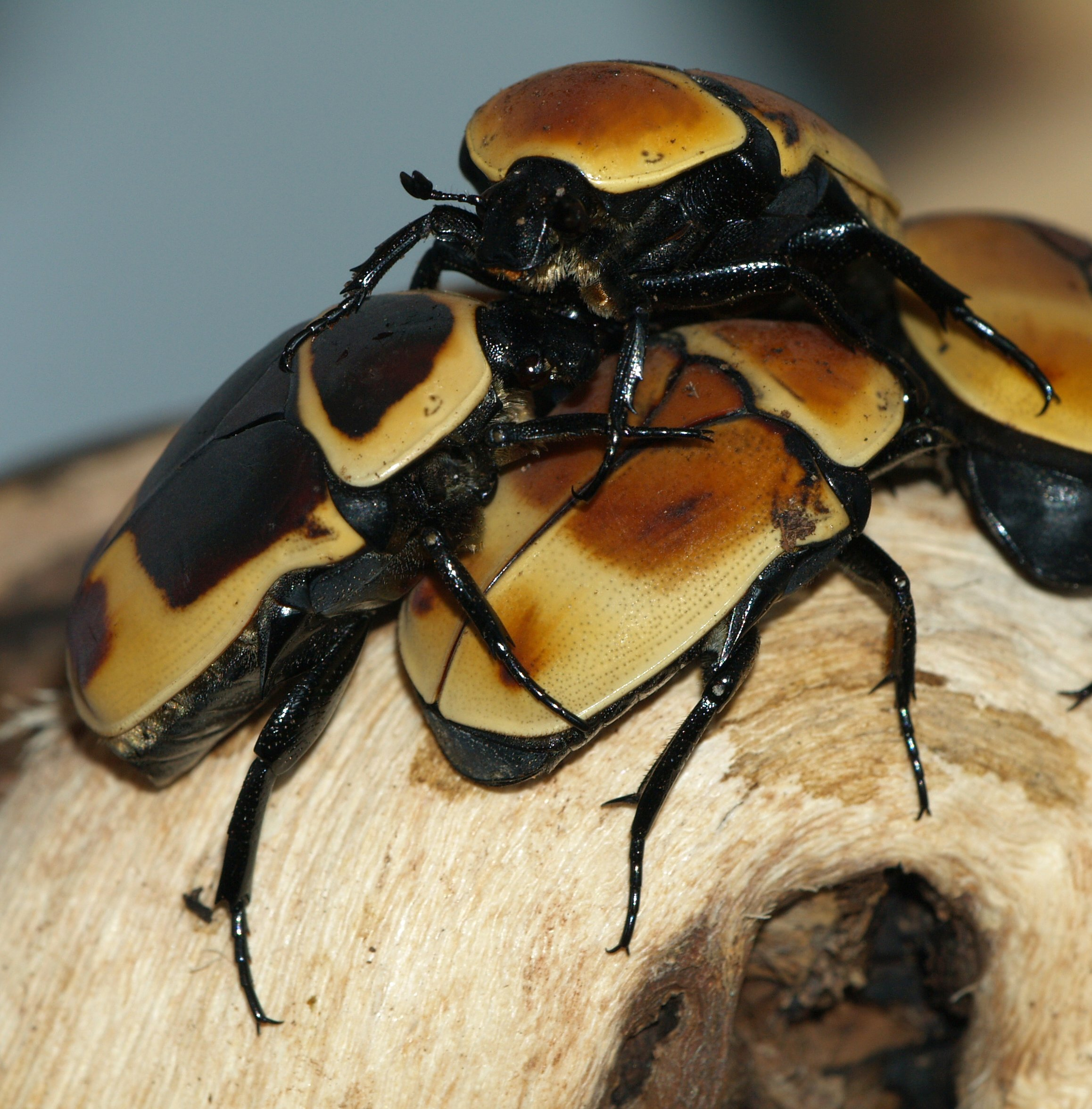
Pachnoda marginata peregrina Kolbe, 1906